# Den Internationale Prisedomstol
Den Internationale Prisedomstol var et internationalt projekt om en domstol, som skulle have til opgave at afgøre spørgsmål, om fjendtlige eller neutrale handelsskibe lovligt var opbragte under en søkrig. Spørgsmålet skulle afgøres af prisedomstolen i den stat, der havde foretaget opbringelsen. Skønt sådanne priseretter først og fremmest skulle anvende folkerettens regler, var de nationale domstole og for så vidt også pligtige at iagttage de forskrifter, den pågældende stat selv udstedte for deres Virksomhed. I Danmark blev prisesager i 1848 og 1864 pådømt af særlige i anledning af krigen oprettede admiralitetsretter (henholdsvis to og en), hvis afgørelser kunne indankes for den også i fredstid bestående Overadmiralitetsret. De iøjnefaldende mangler ved hele denne ordning, der navnlig er lidet betryggende for de neutrale magter, har givet Anledning til forskellige forslag om at oprette P. af international og derfor mere uafhængig karakter. 

## Baggrund
Fra gammel tid var det et led i krigsførende landes krigsførsel at udstede kaperbreve til egne skibe for derved at give dem ret til at opbringe fjendens skibe og neutrale landes skibe, hvis disse formodedes at sejle med krigskontrabande. Blandt andet var det sådanne kaperbreve, der havde dannet grundlag for Vestindiens sørøvere, idet disse brugte sådanne breve som undskyldning for at angribe handelsskibe i de vestindiske farvande i 1600-tallet.
Allerede i 1759, efter at Frederik 2. af Preussen ud fra naturretten havde bestridt de engelske admiralitetsretters kompetence til at prisedømme preussiske skibe, foreslog den danske folkeretslærde Martin Hübner, at tvistigheder i prisesager enten skulle løses alene ved forhandling ad diplomatisk vej eller henvises til afgørelse ved blandede domstole. Franskmanden Sainte-Croix anbefalede 1782 oprettelsen af en fast prisedomstol, sammensat af repræsentanter for alle neutrale sømagter. I årene 1878—1887 udarbejdede Institut de droit international et internationalt prisereglement, hvorefter enhver af de krigsførende ved krigens udbrud skulle oprette en af 5 medlemmer bestående overpriseret, hvis præsident med en bisidder skulle udnævnes af den krigsførende magt, der endvidere skulle anmode 3 neutrale stater om hver at vælge en af de 3 andre dommere. Ingen af disse forslag blev dog ført ud i virkeligheden, og dette gjaldt også den på den 2. Haag-konference den 18. oktober 1907 vedtagne konvention om oprettelse af en international prisedomstol, hvis indhold imidlertid vedblivende er af betydelig interesse.

## Principper for prisedomstolens virke
Forslag til denne konvention blev på konferencen fremsat både af Tyskland og England, men spørgsmålet var under de forudgående forhandlinger også blevet rejst af Norge. Ifølge konventionen skulle den internationale domstol have sæde i Haag. Dens medlemmer skulle ikke til stadighed eller regelmæssigt være samlede, men det er en fast domstol i den forstand, at det forud er bestemt, af hvilke Personer den til enhver tid består. Denne internationale appelret for prisesager sammensættes af i alt 15 dommere, af hvilke de 6 daværende europæiske
Stormagter, Japan og De Forenede Nordamerikanske Stater udnævnte hver 1, mens de 7 resterende pladser fordeles mellem alle de andre magter, som havde undertegnet konventionen, således at hver enkelt magt kun har ret til at have sin repræsentant siddende i retten i en vis del af den 6-årige periode, for hvilken samtlige dommere udnævnes. Spanien er således repræsenteret i 4, Nederlandene i 3, Danmark, Norge, Sverige, Belgien, Grækenland, Portugal, Tyrkiet m.fl. stater i 2 af de 6 år, mens enkelte af de mindst betydelige mellem- og sydamerikanske stater overhovedet ikke udnævnte nogen dommer i retten, men kun en suppleant, der tilmed kun fungerede som sådan i et enkelt år. Disse regler, der fraviger grundsætningen om alle staters retlige ligestilling, har været den største Anstødssten for opnåelse af enighed om konventionen og har også bevirket, at enkelte, særlig amerikanske stater, har nægtet at undertegne den. 
Dersom de krigsførende magter hørte til dem, der ikke havde nogen vedvarende repræsentation i retten, og de af dem udnævnte dommere ikke netop efter tur var i funktion, mens krigen stod på, havde de dog ret til at forlange, at de skulle indtræde i stedet for to af de andre dommere, som også kun tog sæde i retten efter tur. De i den enkelte sag interesserede stater havde desuden altid ret til at designere en højerestående søofficer til at tage sæde i retten som rådgivende bisidder. Dommerne, der under udøvelse af hvervet uden for deres hjemland nød diplomatiske forrettigheder, skulle alle være jurister af anerkendt sagkundskab på den internationale sørets område. De oppebar ingen fast løn, men foruden godtgørelse af rejseudgifter 100 hollandske gylden i dagpenge så længe, de var i funktion. 
Retten skulle selv vælge sin præsident og vicepræsident. Det bureau, der var knyttet til voldgiftsretten i Haag, skulle også gøre tjeneste som retsskriverkontor for prisedomstolen.
De sager, domstolen skulle pådømme, var de nationale priseretters afgørelser, der indankedes for den. Adgangen til appel var ubetinget, for så vidt angik skibe og gods, der påstodes at tilhøre neutrale stater eller neutrale privatpersoner, og appellen kunne her i alle tilfælde iværksættes af staten selv, og hvor det drejede sig om privatejendom også af de deri interesserede personer, medmindre den stat, hvortil de hørte, forbød dem at henvende sig til retten. Drejede det sig derimod om fjendtlige skibe eller fjendtligt gods, kunne appellen kun støttes på, at opbringelsen havde fundet sted på neutralt søterritorium, eller at godset havde været indladet i neutralt skib, eller endelig at opbringelsen var sket i strid med en mellem de krigsførende magter gældende traktat eller en af den opbringende stat selv udstedt lovforskrift. I det første tilfælde udøvedes retten til påanke af den neutrale stat, hvis territorium var blevet krænket ved opbringelsen, i de to andre tilfælde af den fjendtlige privatperson, som var interesseret i sagen. 
Derimod skulle de krigsførende magter aldrig selv kunne optræde som appellanter. For at adgangen til appel ikke skulle kunne gøres illusorisk ved forhaling af sagernes behandling ved de nationale domstole, var det bestemt, at disse i det højeste måtte organiseres i 2 instanser, og at de skulle have afsagt endelig dom inden 2 år efter opbringelsen, da sagerne i modsat fald umiddelbart kunne indbringes for den internationale prisedomstol. Ellers var fristen for påanke til denne 120 dage fra forkyndelsen af den nationale prisedomstols afgørelse. Appellen kunne angå både den faktiske og den retlige side af sagen, og retten var, hvis den anså opbringeisen for ugyldig, ikke blot berettiget til at dekretere skibets eller ladningens tilbagegiveise, men kunneogså tilkende den forurettede Erstatning. Derimod kunne domstolen ikke erklære en opbringeise for gyldig, som den nationale prisedomstol havde erklæret ugyldig, men kunne i dette tilfælde kun afgøre erstatningsspørgsmaalet. 
Domsafgørelser skulle træffes ved stemmeflerhed blandt de tilstedeværende dommere; dog skulle mindst 9 deltage i sagens pådømmelse. Fuldbyrdelsen af den fældede dom var overladt den dømte stat selv, men konventionen udtalte udtrykkelig, at den var forpligtet til ærlig og redelig at rette sig efter den.
De regler, i henhold til hvilke afgørelserne skulle træffes, skulle altid i første linje søges i de konventioner, som måtte være gældende mellem den krigsførende magt, der havde foretaget opbringeisen, og den fjendtlige eller neutrale magt, som selv eller hvis undersåt var part i sagen, eller i de oven for nævnte tilfælde, hvor der klagedes over, at de krigsførende magter ikke overholdt de af dem selv udstedte love, i disse. 
I mangel af sådanne bestemmelser skulle prisedomstolen anvende folkerettens regler, og dersom der ikke fandtes anerkendte regler af denne art, de almindelige principper om ret og billighed.
Med hensyn til procesmåden indeholdt konventionen endelig udførlige bestemmelser, hvis forbillede til dels måtte søges i den om voldgiftsdomstolen i Haag afsluttede traktat. Konventionen, der kun ville finde anvendelse, når både begge de krigsførende og begge de magter, som var interesserede i den enkelte sag, havde tiltrådt den, blev foreløbig afsluttet på 12 år, hvorefter den i mangel af opsigelse stiltiende skulle fornys i perioder på 6 år.

## Aldrig gennemført
Principperne om priseretten blev aldrig ratificeret af nogen af de i konferencen deltagende stater, og den er heller ikke undertegnet af dem alle. Foruden dem, der var misfornøjede med domstolens sammensætning, gjaldt dette således om Rusland og Japan samt om England, der skønt selv forslagsstiller vægrede sig ved at underskrive, så længe der ikke var opnået enighed om de folkeretlige regler, efter hvilke retten skulle dømme, og den således var henvist til at fælde sine afgørelser efter ret og billighed. En sådan enighed opnåedes ganske vist for stormagternes vedkommende i det væsentlige ved London-deklarationen af 26. februar 1909, men da heller ikke denne blev ratificeret, om end dens regler delvis fandt anvendelse før og under 1. verdenskrig, kom det aldrig dertil, at konventionen om den internationale prisedomstol trådte i kraft, hverken i uændret eller i revideret skikkelse. Med FN-pagten bortfaldt i princippet behovet for en prisedomstol.

## Påvirkning af Versaillestraktaten
Ved artikel 440 i Versaillestraktaten af 28. juni 1919 havde Tyskland ikke blot måttet anerkende gyldigheden af alle de allierede magters nationale priseretsafgørelser vedrørende tyske handelsskibe og varer, men også indrømme de allierede magter ret til at revidere tyske prisedomme uanset, om de angik allieret eller neutral ejendom. Tilsvarende bestemmelser fandtes i andre samtidige fredstraktater.